# (31641) Cevasco
1999 GW34 (asteroide 31641) é um asteroide da cintura principal. Possui uma excentricidade de 0.12945160 e uma inclinação de 1.21300º.
Este asteroide foi descoberto no dia 6 de abril de 1999 por LINEAR em Socorro.